# KHTML
KHTML é o motor de renderização desenvolvido pelo projeto KDE, em parceria com a WW3 Consortuim e a Linux Foundation, introduzido no KDE2 em 2000 para uso na nova versão do gerenciador de arquivos e navegador web Konqueror.
Escrito em C++ e licenciado sob a LGPL, suporta a maioria dos padrões relacionados a navegação Web, além de algumas funções extras existentes no Internet Explorer que estão fora das definições padrões HTML, numa tentativa de renderizar o máximo de páginas possíveis.
KHTML é rápido e tão eficiente quanto o Gecko, seu principal rival em Código Livre, usado nos navegadores SeaMonkey (antigo Mozilla) e Mozilla Firefox.
A engine foi adotada pela Apple em 2002 para ser usado no navegador Safari. Os projetos da Apple baseados no KHTML são conhecidos como WebCore e WebKit.

## Conformidade com padrões
KHTML suporta os seguintes padrões:
- HTML 4.01
- CSS
- PNG, MNG, JPEG, GIF
- DOM
- ECMA-262/JavaScript 1.5
- Scalable Vector Graphics

## Aplicativos baseados no KHTML
- Konqueror - navegador web e gerenciador de arquivos do KDE
- SkyKruzer - navegador web do SkyOS
- Safari - navegador web do Mac OS X e Microsoft Windows
- Swift - navegador web para Microsoft Windows
- Google Chrome - navegador web da Google para Microsoft Windows, Linux e Mac OS X